# Coelichneumon nigratoricolor
Coelichneumon nigratoricolor är en stekelart som först beskrevs av Henry Lorenz Viereck 1917.  Coelichneumon nigratoricolor ingår i släktet Coelichneumon och familjen brokparasitsteklar. Inga underarter finns listade i Catalogue of Life.